# Healdton
Healdton è una città degli Stati Uniti, situata nello Stato dell'Oklahoma, nella contea di Carter.